# Grégoire Marche
Grégoire Marche (Valence, 3 marzo 1990) è un giocatore di squash francese.

## Carriera
È il tre volte vincitore del Nantes International Squash Open . Nel febbraio 2019, ha ottenuto il migliore successo della sua carriera vincendo il Pittsburgh Open, torneo PSA International Bronze. La settimana successiva ha vinto il suo secondo titolo di campione di Francia contro Benjamin Aubert. Nel settembre 2019, ha vinto i quarti di finale dell'Open di Francia contro Simon Rösner venendo eliminato nel turno successivo da Joel Makin.